# شانون بيل
شانون بيل هي فيلسوفة كندية، ولدت في 5 يوليو 1955.